# Ek, Ingelsträde

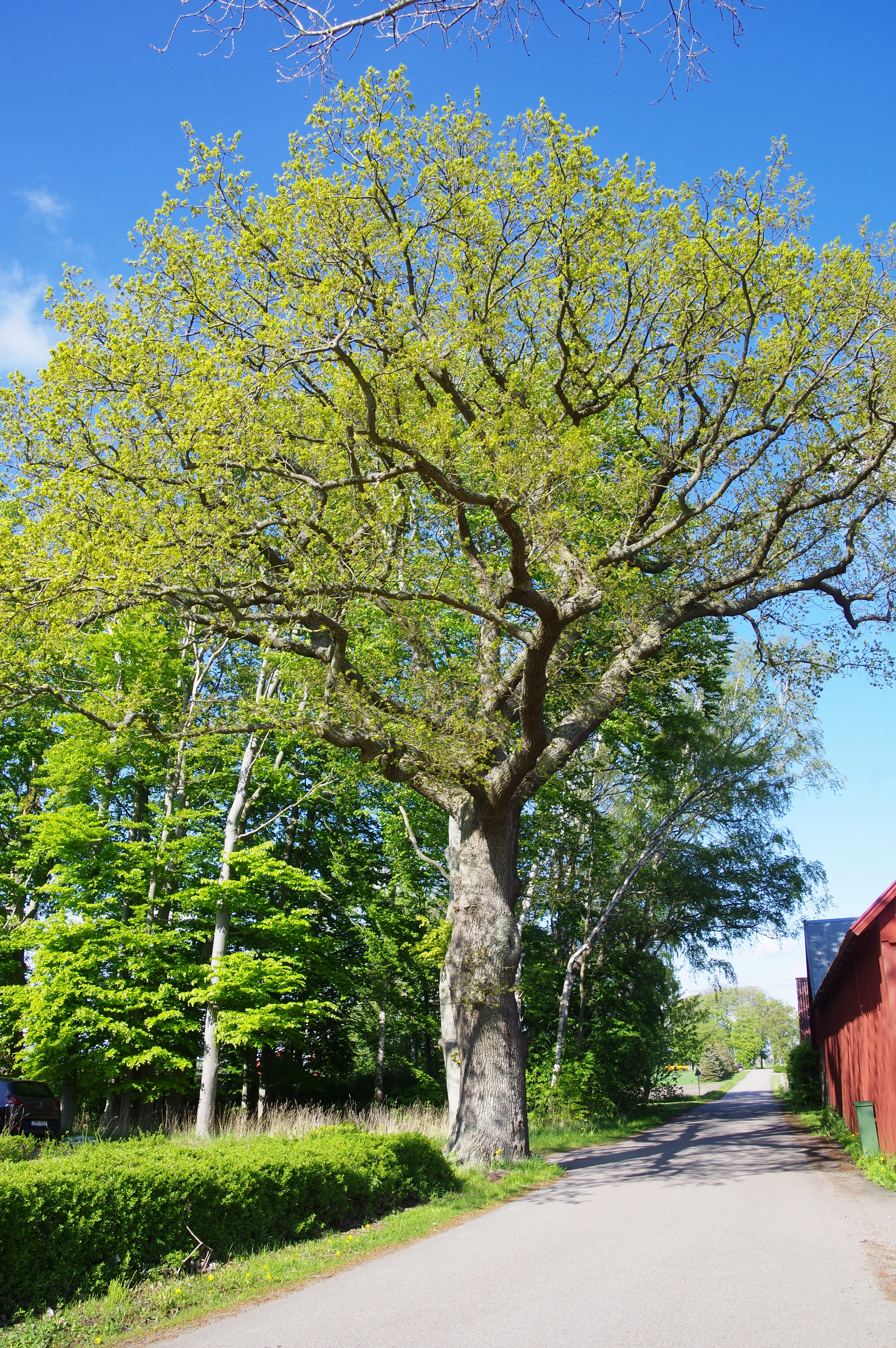
Eken vid Ingelsträde, 2021.

Eken vid Ingelsträde (Ek, Ingelsträde) är ett naturminne utanför Ingelsträde i Höganäs kommun. Den fridlystes 24 april 1963 på grund av sin "egenart och skönhet". Eken står intill Minnesstensvägen mellan en skog och en tomt och är märkt med en väl synlig skylt på stammen.
Vid en inventering år 1982 hade eken en omkrets på 3,1 meter i brösthöjd och år 2004 hade omkretsen ökat till 3,45 meter. Några grenar har kapats eftersom de gick över vägen. I skötselplanen från 2012 diskuterar man att eventuellt fälla några träd som står för nära och konkurrerar med ekens krona.